# Orthonectida
Embranchement
Position phylogénétique
- Métazoaires
  - Porifera
    - Éponges hexactinellides
    - Démosponges
    - Éponges calcaires
    - Homoscléromorphes

  - Eumétazoaires
    - Radiata
      - Cnidaires
        - Anthozoaires
        - Médusozoaires

      - Cténophores
      - Placozoaires

    - Bilatériens
      - Deutérostomiens
        - Chordés
        - Xénambulacraires

      - Protostomiens
        - Ecdysozoaires
          - Scalidophora
          - Nematoidea
          - Panrarthropodes

        - Spiraliens
          - Gnathifères
          - Lophotrochozoaires

Les Orthonectides (Orthonectida) sont un embranchement d'animaux bilatériens. Il ne comprend qu'une trentaine d'espèces parasites d'invertébrés marins.

## Classification
- Rhopaluridae Stunkard, 1937
  - Rhopalura Giard, 1877 synonyme Prothelminthus Jourdain, 1881
  - Intoshia Giard, 1877
  - Ciliocincta Kozloff, 1965
  - Stoecharthrum Caullery & Mesnil, 1899
- Pelmatosphaeridae Stunkard, 1937[1]
  - Pelmatosphaera Caullery & Mesnil, 1904

Les Orthonectidae Hartman, 1925 et Heteronectidae Hartman, 1925 ne sont pas valides.

## Publication originale
- Giard, 1880 : The Orthonectida, a new class of the phylum of the worms. Quarterly Journal of Microscopical Science, n.s., vol. 20, p. 225-240 (texte intégral).